# Salvação pelo Senhorio
A salvação do senhorio (também chamada de controvérsia do senhorio) é um posicionamento teológico sobre uma questão soteriológica dentro do cristianismo evangélico norte-americano sobre a relação entre fé e obras. Este debate aparece entre os novos calvinistas e os evangélicos na América do Norte pelo menos desde a década de 1980.
A controvérsia apareceu no final da década de 1980, quando John F. MacArthur argumentou que um terço de todos os americanos que afirmavam ser nascidos de novo de acordo com uma pesquisa Gallup de 1980 refletia milhões que são enganados, possuindo uma falsa segurança destruidora da alma.
Em 1988, John F. MacArthur Jr. publicou a primeira edição de The Gospel According to Jesus. Nele, MacArthur definiu a salvação pelo que ela produz e pelo que a salvação não deixará de produzir (não apenas glorificação, mas boas obras, arrependimento, fé, santificação, submissão e obediência  ). A partir desse livro, essa doutrina tornou-se central no Novo Calvinismo. O teólogo Wayne Grudem passou a defender que a "fé" na justificação pela fé consistia em crença e arrependimento. O pregador Paul Washer representa essa posição ao igualar a salvação com o discipulado.
A teologia da Graça Livre tornou-se um termo abrangente para uma variedade de posições opostas ou contrastantes, às vezes argumentando que a salvação do Senhorio era legalista, às vezes mais se opondo a isso, por exemplo, culpando-a por não ser específica sobre qual grau, qualidade e visibilidade atual deve haver a obediência necessária. No geral, a teologia tradicional cristã não distingue entre "Senhor" e "Salvador".
Houve muitas respostas publicadas, particularmente do corpo docente do seminário. Por exemplo, uma revisão inicial da edição de 1988 de O Evangelho Segundo Jesus apareceu em um artigo da Bibliotheca Sacra de janeiro a março de 1989 por Darrell L. Bock. Também em 1989, Charles Ryrie publicou So Great Salvation e Zane C. Hodges publicou Absolutely Free! A Biblical Reply to Lordship Salvation. As duas publicações de livros de 1989 limitaram o debate direto em grande parte às notas de rodapé de seus autores, mas o artigo de Bock, além de dar especificamente pontos de desacordo e concordância com o livro de MacArthur, acrescentou discussão de definição de termos como "discípulo" e "Senhor".